# Охримівці

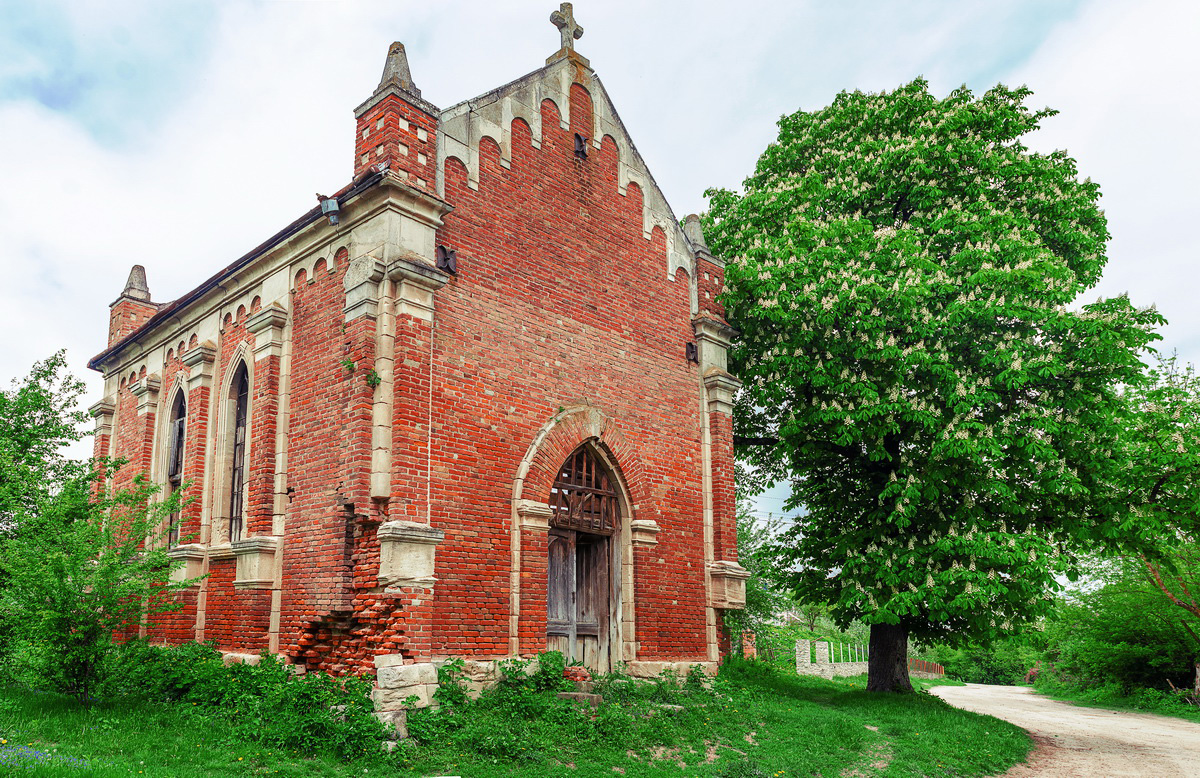

Охри́мівці — село в Україні, у Байковецькій сільській гродаді Тернопільському районі Тернопільської області. Розташоване на річці Гнізна, в центрі району. До 2020  року - адміністративний центр Охримівської сільської ради.
Населення — 176 осіб (2023).

## Назва
У 1989 р. назву села Охрімівці було змінено на одну літеру.

## Географія

### Гідрографія
Біля села знаходиться гідрологічний заказник місцевого значення Велике болото.

## Символіка
Затверджена рішення сесії сільської ради №8/28/3 «Про внесення змін в рішення Байковецької сільської ради від 26.02.2021р. № 8/6/11."

### Герб
Щит розділений двома горизонтальними білими смугами з низками червоних ромбиків. У середній частині розміщено основні елементи герба Корибут: на червоному полі золотий півмісяць рогами додолу з золотою 6-променевою зіркою під ним; на півмісяць спирається золотий хрест з перехрещеними боковими та верхнім кінцями. Щит вписаний в декоративний картуш і увінчаний золотою сільською короною. Унизу картуша написи «ОХРИМІВЦІ» і«1463» (перша письмова згадка про село).

### Прапор
Прапор села Охримівці – квадратне полотнище, на якому розміщені всі елементи герба, але без картуша і корони. На Прапорі повторюються кольори Герба.

### Тлумачення символіки
За основу Герба та Прапора взято основні елементи та кольори гербу Корибут. До герба Корибут належали князі Збаразькі – перші відомі власники села, котрі володіли ним майже 2,5 ст. Червоні ромбики на білому тлі відповідно до традицій української вишивки символізують плідність, родючість. Саме так з давньоєврейської перекладається ім’я Охрим».

## Історія
Поблизу села виявлено археологічні пам'ятки черняхівської культури.
Перша писемна згадка припадає на 9 липня 1463 року. В цей день у Луцьку три брати – Василь, Семен і Солтан Васильовичі, «отчині і дідичі Збаразькі» (сини князя Василя Федоровича Несвізького) офіційно поділили батьківські маєтки. У цьому документі перераховано переважно більшість сіл Збаражчини (і не тільки), що відійшли князям.
Зокрема, Василю Васильовичу – містечко Збараж і села Опрілівці, Лозова, Охрімівці, Чернихівці, Верняки, Залужжя,  Тарасівка, Розношинці, Мусорівці, дві Стриївки та інші.
Процитований документ зберігається в архіві князів Любартовичів Сангушків у Славуті (Archiwum książąt Lubartowiczow Sanguszkow w Sławucie. T.1 1366-1506. S.53). 
На 01.01.1939 в селі проживало 930 мешканців, з них 670 українців-грекокатоликів, 245 українців-римокатоликів, 10 поляків і 5 євреїв. 
1946 внаслідок пожежі згоріло більше половини будівель.
12 червня 2020 року, відповідно до розпорядження Кабінету Міністрів України № 724-р «Про визначення адміністративних центрів та затвердження територій територіальних громад Тернопільської області» увійшло до складу Байковецької сільської громади.
19 липня 2020 року, в результаті адміністративно-територіальної реформи та ліквідації Збаразького району, село увійшло до складу новоутвореного Тернопільського району.

## Населення

### Мова
Розподіл населення за рідною мовою за даними :
| Мова       | Кількість | Відсоток |
| ---------- | --------- | -------- |
| українська | 239       | 99.58%   |
| російська  | 1         | 0.42%    |
| Усього     | 240       | 100%     |

## Архітектура
- Церква перенесення мощей Святого Миколая (1903, кам'яна),
- Костел,
- «Фігури» св. Янни (1861), Ганни і на честь скасування панщини.

Насипана символічна могила УСС (1991).
Скульптура святого Яна Непомука
Пам'ятка монументального мистецтва місцевого значення. Розташована в північно-східній околиці.
Робота самодіяльних майстрів, виготовлена із каменю (1862 р.).
Розміри: скульптура — 1,4 м, постамент — 1,5х1,2х1,2 м, площа — 0,0004 га.
Культура
Є клуб, біблоітека, ФАП, торговельний заклад. У зв’язку з дуже малою кількістю дітей шкільного віку початкова школа припинила свою діяльність.

## Відомі люди
В Охримівцях перебував Іван Франко.

### Уродженці
- Демків Михайло — селянин, громадський діяч, посол до Галицького сейму й австрійського Райхсрату.
- Василь Ростоцький, п'ятиразовий чемпіон України з ралі.
- Любомир Мирославович Дармограй, доктор наук, професор Львівського національного університету ветеринарної медицини імені Степана Гжицького. Stepan Gzhytskyi National University of Veterinary Medicine and Biotechnologies of Lviv This link is disabled., Lviv, Ukraine
- Чоловічок Орест Андрійович  ( с. Охримівці Збаразького району Тернопільської області) — письменник-гуморист.

## Галерея

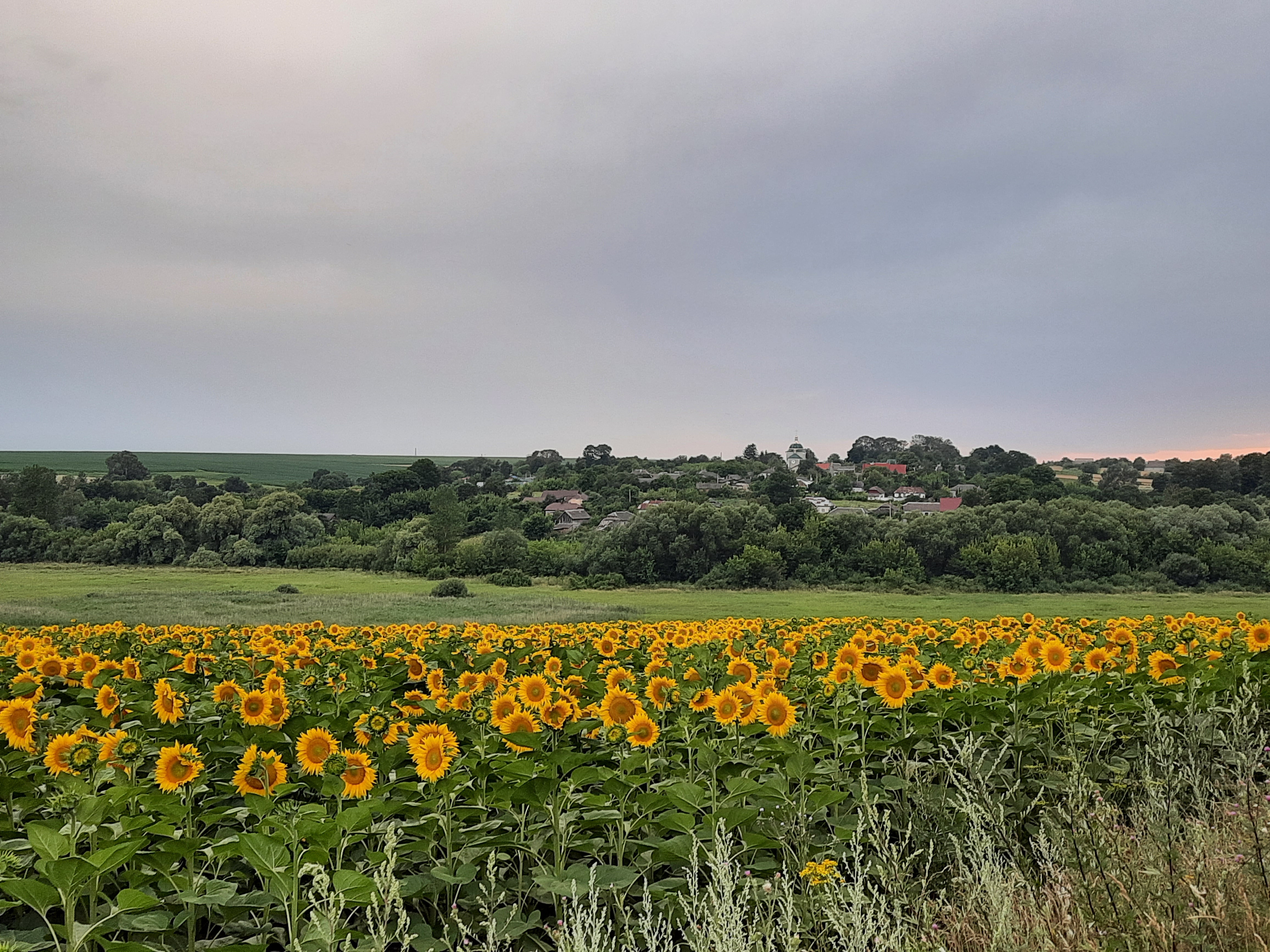
Вигляд на село
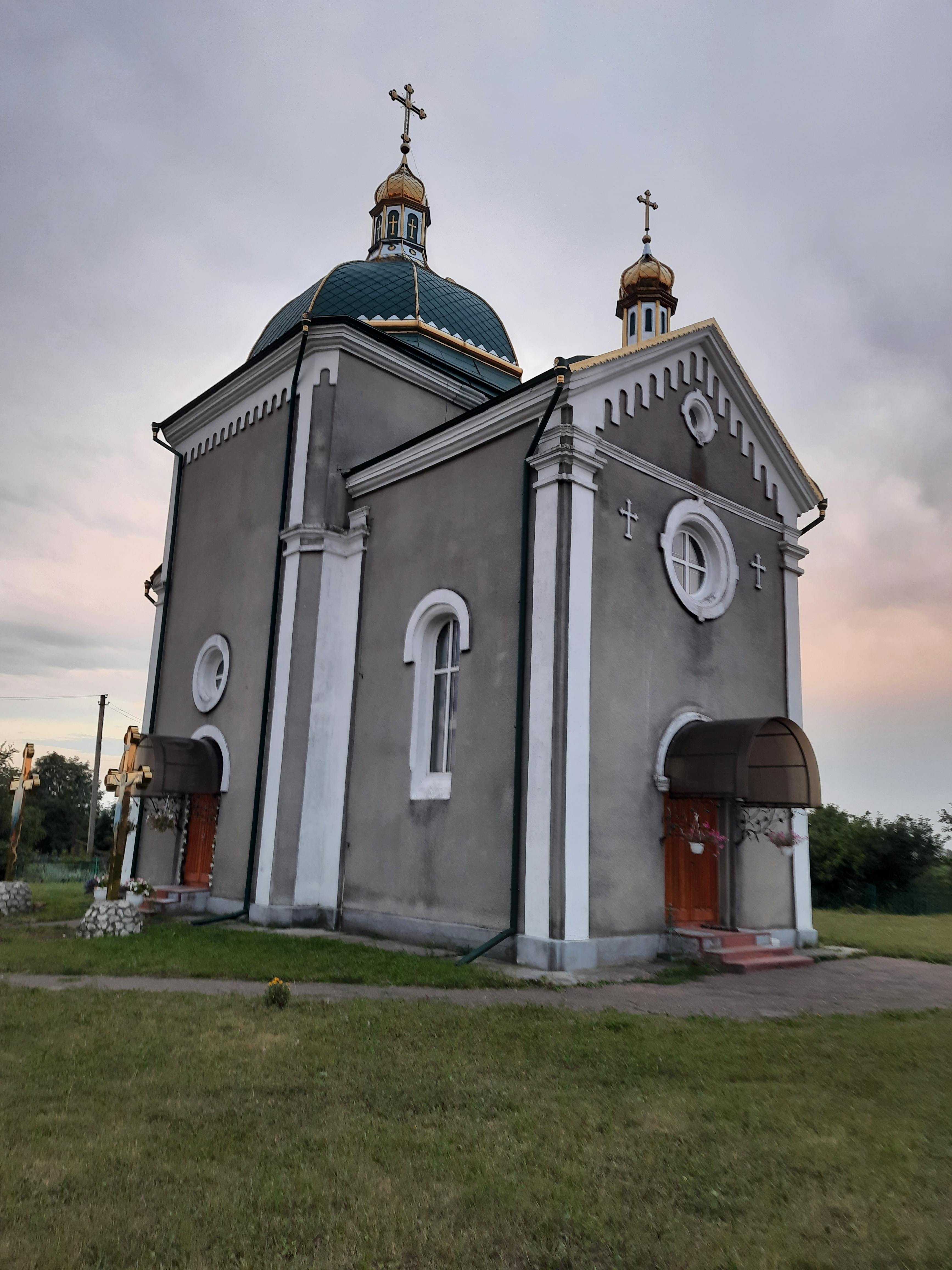
Церква Святого Миколая
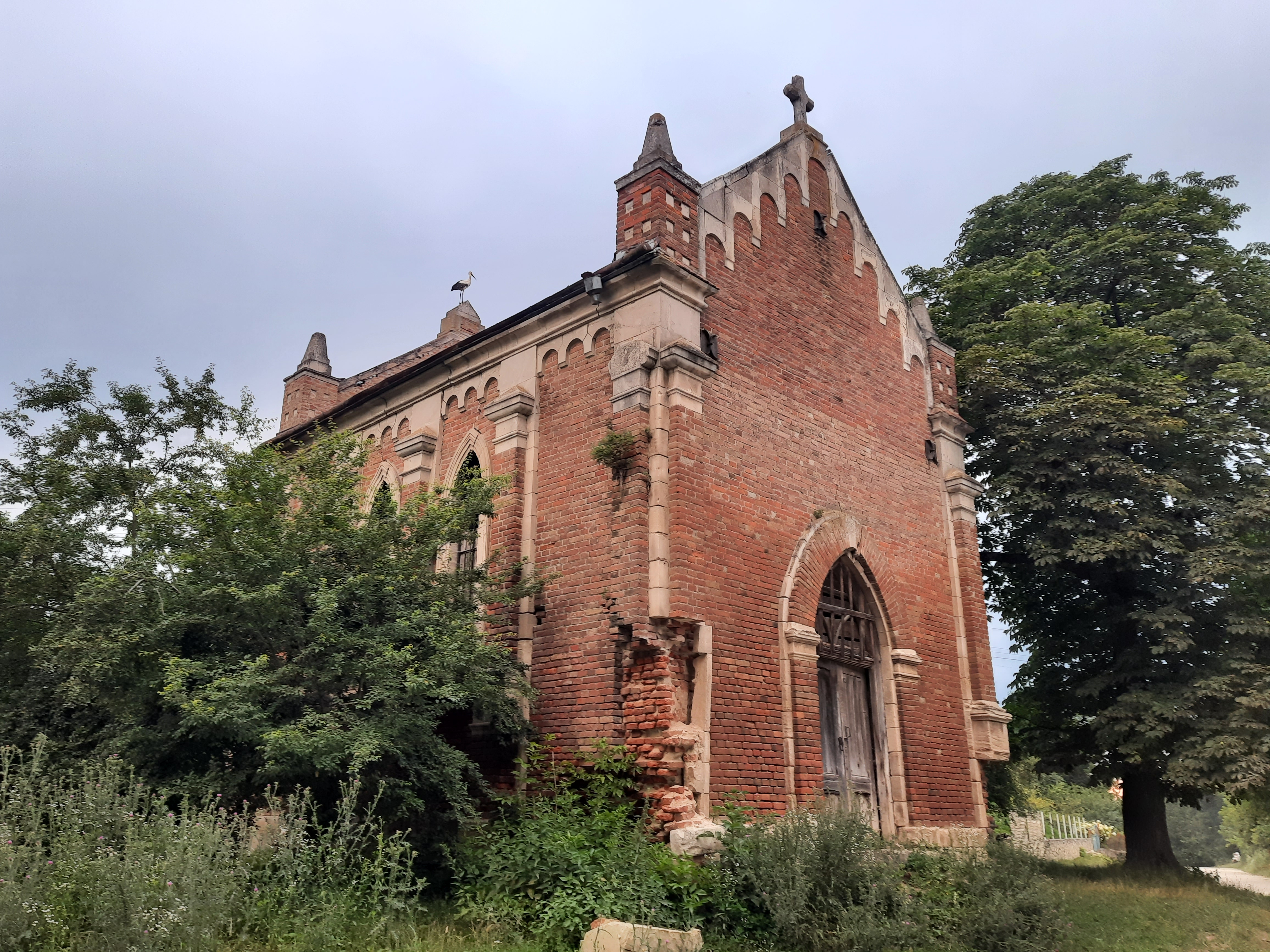
Костел Святої Софії
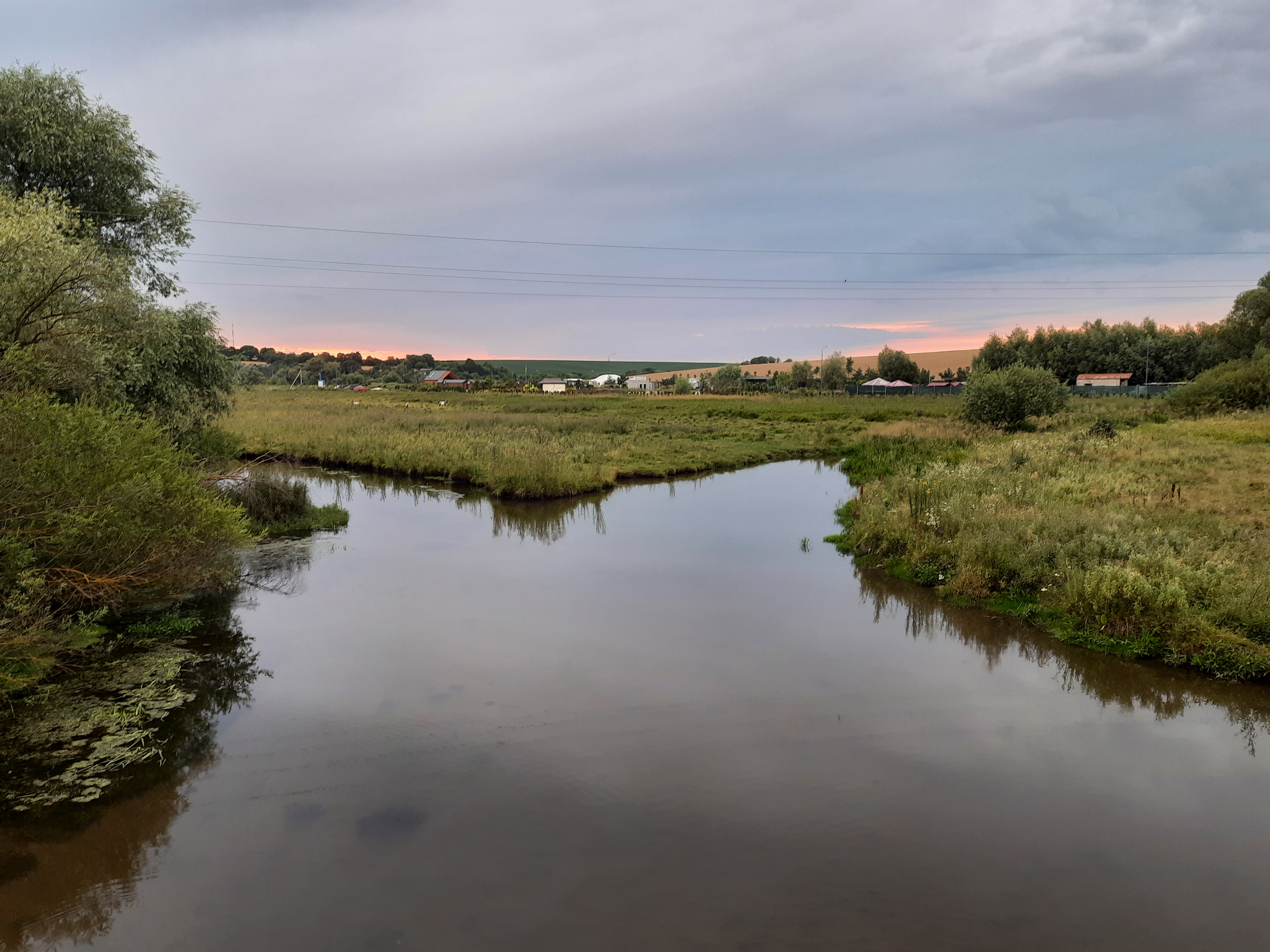
Річка Гнізна біля села